# Czarna Woda
Czarna Wodaⓘ (em alemão: Schwarzwasser) é uma cidade localizada no norte da Polônia. Pertence à voivodia da Pomerânia, no condado de Starogard. É a sede da comuna urbano-rural de Czarna Woda. Está situada às margens do rio Wda, na área da Floresta Tuchola, na região de Kociewie, na fronteira entre Borowiak e Kociewie.
Segundo os dados do Escritório Central de Estatística (GUS) de 31 de dezembro de 2024, Czarna Woda tinha uma população de 2 643 habitantes e era a 40.ª cidade mais populosa da voivodia da Pomerânia.

## Localização
Czarna Woda está localizada na parte sul da voivodia da Pomerânia, na extremidade oeste do condado de Starogard. Aproximadamente 2 km a sudoeste fica o vilarejo de Łąg.
Segundo dados de 31 de dezembro de 2024, a área da cidade era de 9,9 km². A cidade cobria 35,8% da área da comuna de Czarna Woda.
A cidade está localizada na parte central da mesorregião da Floresta Tuchola. Situa-se às margens do rio Wda. Na parte noroeste da cidade, o rio Niechwaszcz deságua no Wda.
Segundo dados de 2002, Czarna Woda tinha uma área de 27,75 km², incluindo:
- Terras agrícolas: 33%
- Terras florestais: 54%[4]

## Condição administrativa
- até 31 de julho de 1934: comuna unitária de Czarna Woda[5]
- 1 de agosto de 1934 a 31 de dezembro de 1947: gromada em Piece[6]
- 1 de janeiro de 1948 a 4 de outubro de 1954: gromada em Kaliska[7]
- 5 de outubro de 1954 a 31 de dezembro de 1957: vila na gromada de Czarna Woda[8]
- 1 de janeiro de 1958 a 31 de dezembro de 1972: assentamento de Czarna Woda[9]
- 1 de janeiro de 1973 a 31 de dezembro de 1992: aldeia na comuna de Kaliska[10]
- 1 de janeiro de 1993 a 31 de dezembro de 2013: cidade (comuna urbana) de Czarna Woda[11]
- desde 1 de janeiro de 2014: cidade na comuna urbano-rural de Czarna Woda[12]

## História

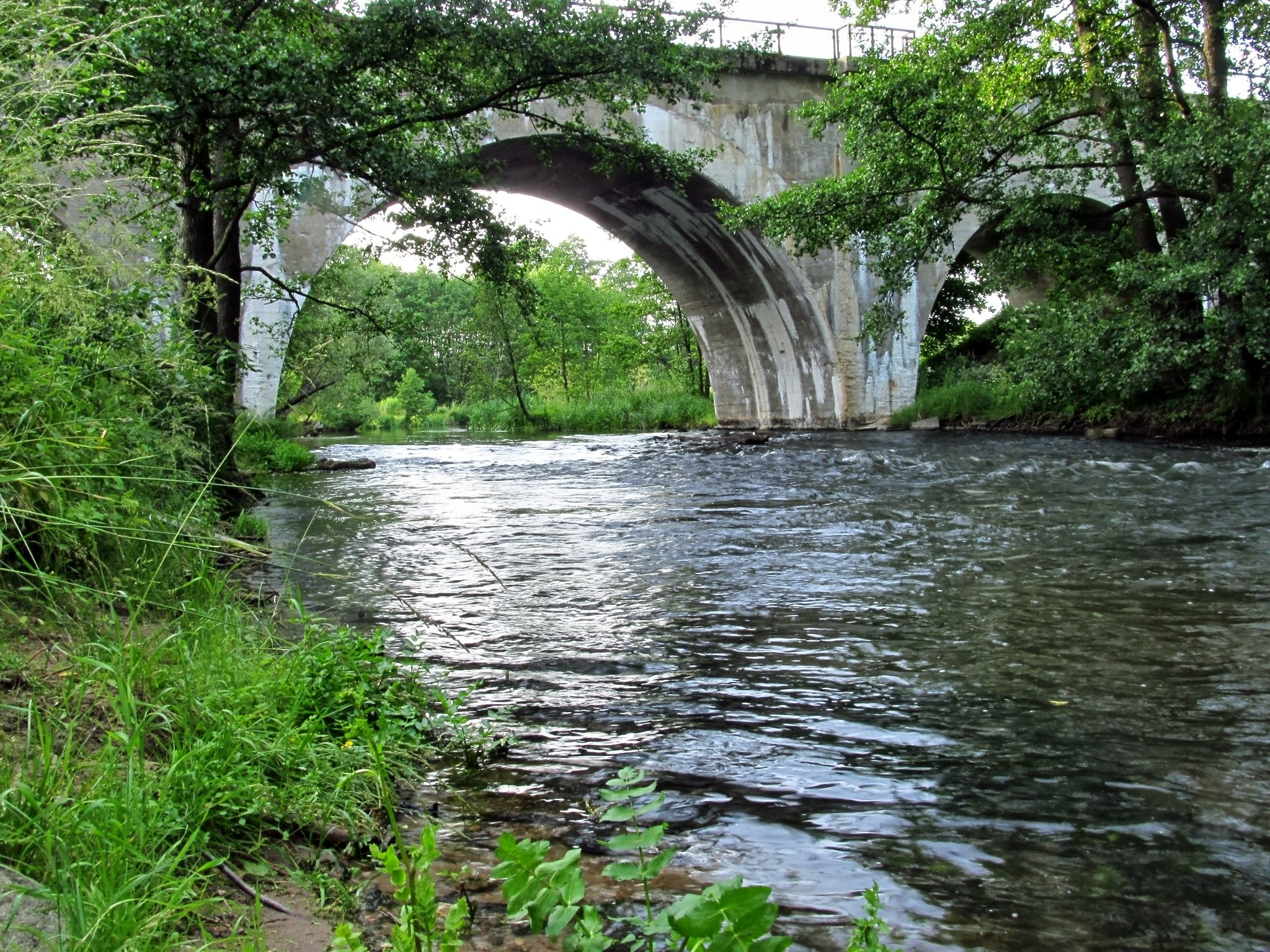
Ponte sobre o rio Wda (linha ferroviária Tczew-Chojnice)

Situada na borda da Floresta Tuchola, foi um centro do setor madeireiro, com uma serraria no local desde o final do século XIX. Sua localização atraente às margens do rio e, ao mesmo tempo, na rota rodoferroviária Berlim-Królewiec, resultou na instalação de uma fábrica de placas de fibra em Czarna Woda na década de 1950.
De 1919 a 1939, Czarna Woda pertencia à voivodia da Pomerânia. De 1945 a 1950, o vilarejo pertencia administrativamente à voivodia de Gdansk (1945–1975). Nos anos de 1993 a 1998, a cidade pertencia administrativamente à voivodia de Gdansk (1975–1998).
Em 1958, uma parte de Łęg e Stare Prusy foi anexada a Czarna Woda.
Czarna Woda tem direitos de cidade desde 1 de janeiro de 1993. Recebeu esse estatuto quando se separou da comuna rural de Kaliska (como um sołectwo, pertenceu a ela por 20 anos, após a reforma que aboliu as gromadas em 1973) e criou uma comuna urbana. Atualmente, é a cidade mais jovem da região de Kociewie; menos de dois anos antes (2 de abril de 1991), o município de Krynica Morska (anteriormente um sołectwo da comuna rural de Sztutowo) foi criado da mesma forma.
Em 30 de dezembro de 1994, outras duas sołectwa foram excluídas da comuna de Kaliska: Huta Kalna e Lubiki, que passaram para a cidade de Czarna Woda, tornando-se partes da cidade.

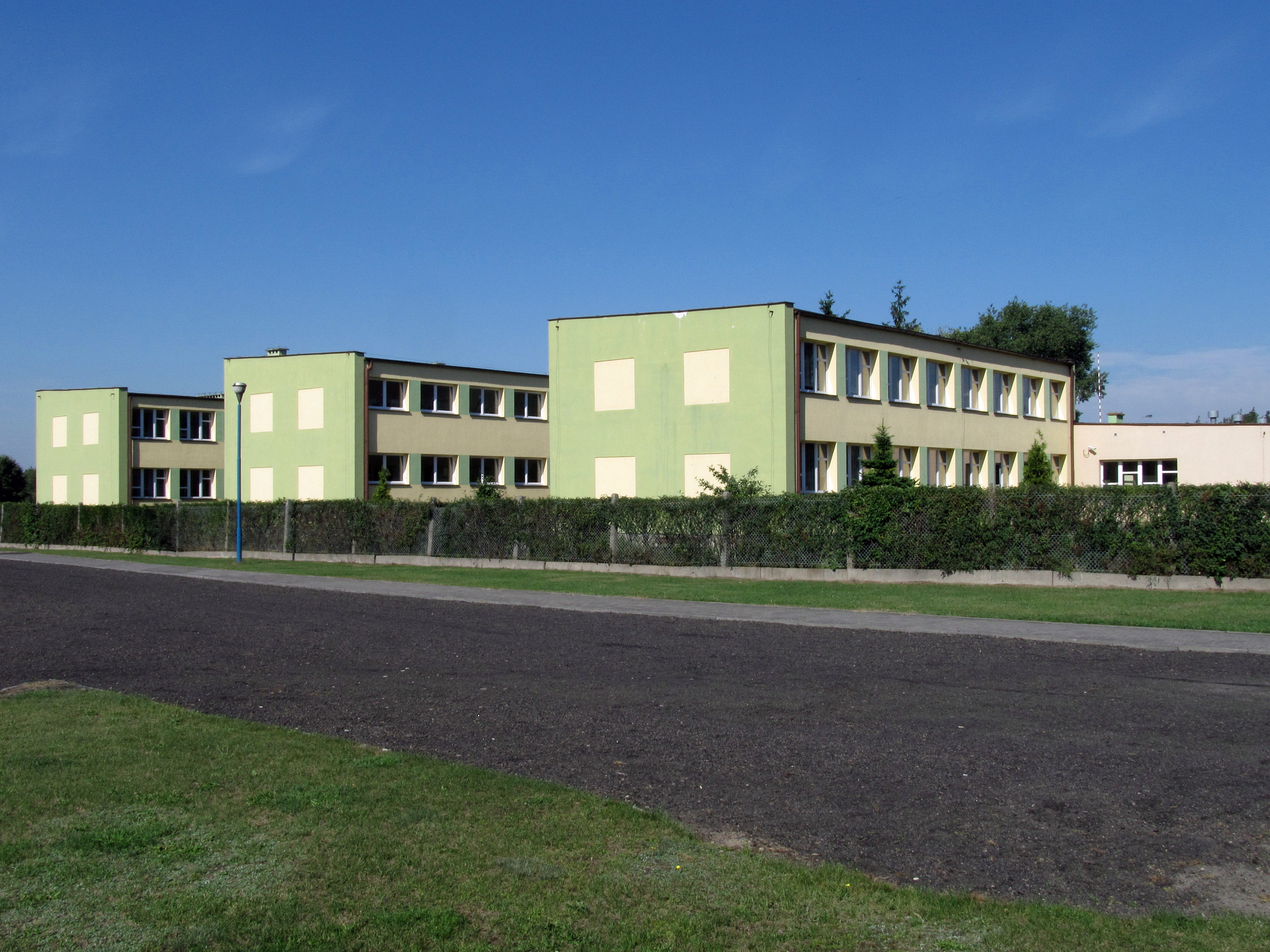
Complexo de escolas públicas em Czarna Woda

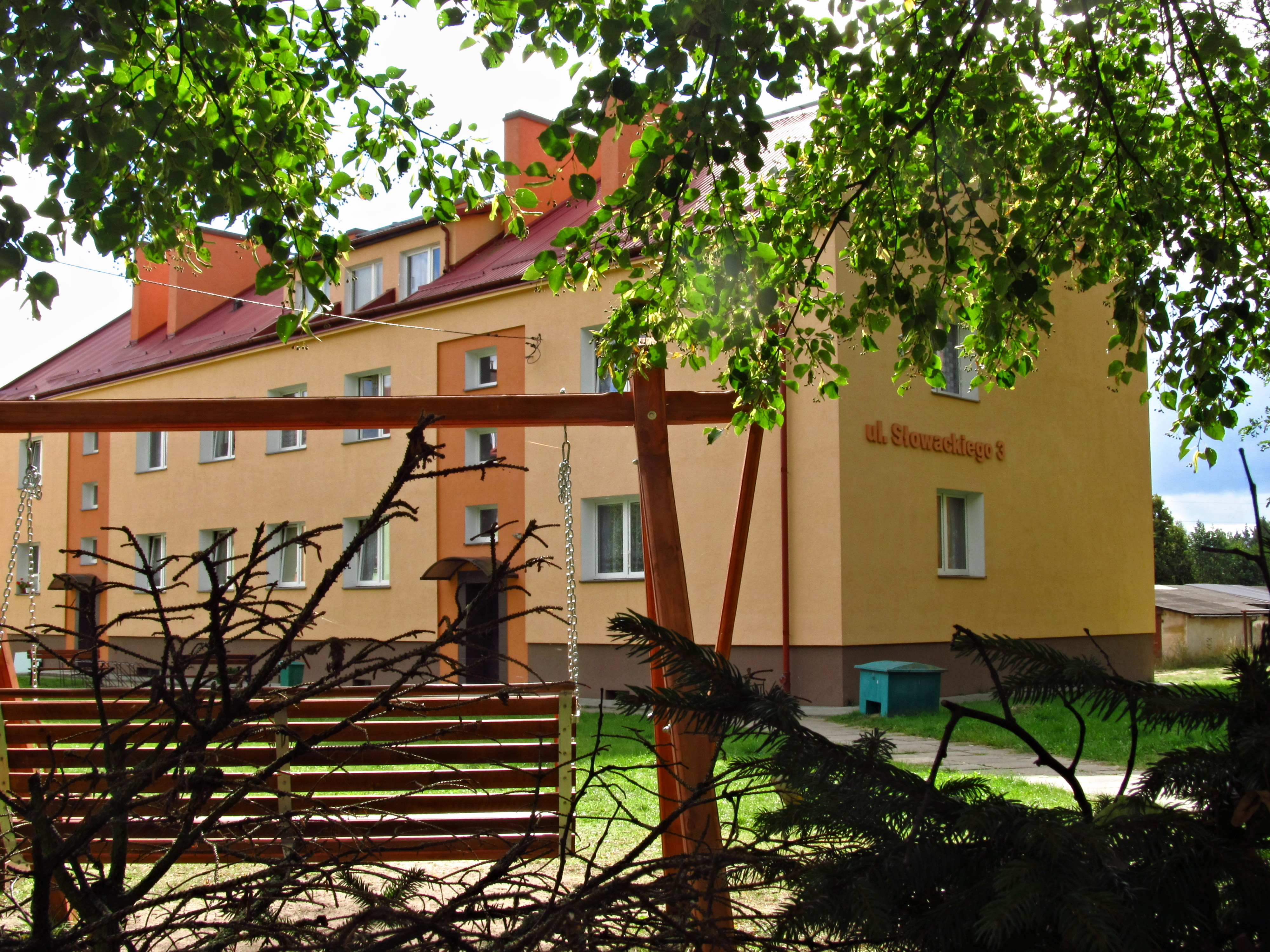
Conjunto habitacional na rua Słowackiego

Em 1 de janeiro de 2014, Czarna Woda mudou seu tipo de município de urbano para urbano-rural. Na prática, isso significou a exclusão das áreas de Huta Kalna e Lubiki, que estavam fora da administração da cidade. A partir das áreas excluídas, foi criada a área rural da comuna urbano-rural de Czarna Woda. Em 1 de janeiro de 2014, a classificação de cidade também foi retirada da comuna de Czarna Woda com a concessão simultânea (no mesmo dia) da condição de cidade a Czarna Woda. Esse foi um procedimento administrativo de duas etapas relacionado à mudança do tipo de comuna urbana para urbano-rural (uma situação idêntica foi encontrada por Szczawnica em 2008, quando a comuna urbana de Szczawnica foi transformada em comuna urbano-rural de Szczawnica). A mudança da condição de comuna foi ditada por uma série de condições. A parte “rural” da unidade é dominada por funções agrícolas e serviços relacionados a serviços agrícolas e de turismo. Não há sistema de esgoto sanitário no local; há também um sistema de abastecimento de água independente do sistema municipal de abastecimento de água. As áreas “urbanas” e “rurais” diferem significativamente em termos do grau de urbanização e do tipo de desenvolvimento. A separação da parte rural da cidade de Czarna Woda permitirá que seus habitantes aproveitem os fundos da União Europeia destinados às áreas rurais e possibilitará a criação de fazendas de agroturismo (entre outros, acesso a empréstimos relacionados). Com uma participação de 0,65% (cidade de Czarna Woda), 18,39% (sołectwo de Huta Kalna ) e 14,21% (sołectwo de Lubiki), 100% dos eleitores em todas as unidades foram a favor da mudança da classificação da comuna de urbana para rural.
Tirando a classificação de comuna da cidade e dando-o ao vilarejo de Czarna Woda, o que resultou em uma diminuição da área total da cidade em 1779 ha (pela área da área rural separada nesse município). Atualmente (1 de janeiro de 2015), a área da cidade é de 994 ha e a população é de 2.865 pessoas.

## Demografia
Conforme os dados do Escritório Central de Estatística da Polônia (GUS) de 31 de dezembro de 2024, Czarna Woda é uma cidade muito pequena com uma população de 2 643 habitantes (40.º lugar na voivodia da Pomerânia e 778.º na Polônia), tem uma área de 9,9 km² (25.º lugar na voivodia da Pomerânia e 621.º lugar na Polônia) e uma densidade populacional de 266 hab./km² (38.º lugar na voivodia da Pomerânia e 775.º lugar na Polônia). Entre 2014–2024, o número de habitantes diminuiu 7,7%.
Os habitantes de Czarna Woda constituem cerca de 2,11% da população do condado de Starogard, constituindo 0,11% da população da voivodia da Pomerânia.
| Descrição                         | Total      | Total   | Mulheres   | Mulheres | Homens     | Homens  |
| --------------------------------- | ---------- | ------- | ---------- | -------- | ---------- | ------- |
| unidade                           | habitantes | %       | habitantes | %        | habitantes | %       |
| população                         | 2 643      | 100     | 1 339      | 50,7     | 1 304      | 49,3    |
| área                              | 9,9 km²    | 9,9 km² | 9,9 km²    | 9,9 km²  | 9,9 km²    | 9,9 km² |
| densidade populacional (hab./km²) | 266        | 266     | 134,9      | 134,9    | 131,1      | 131,1   |

## Trilhas para caminhadas

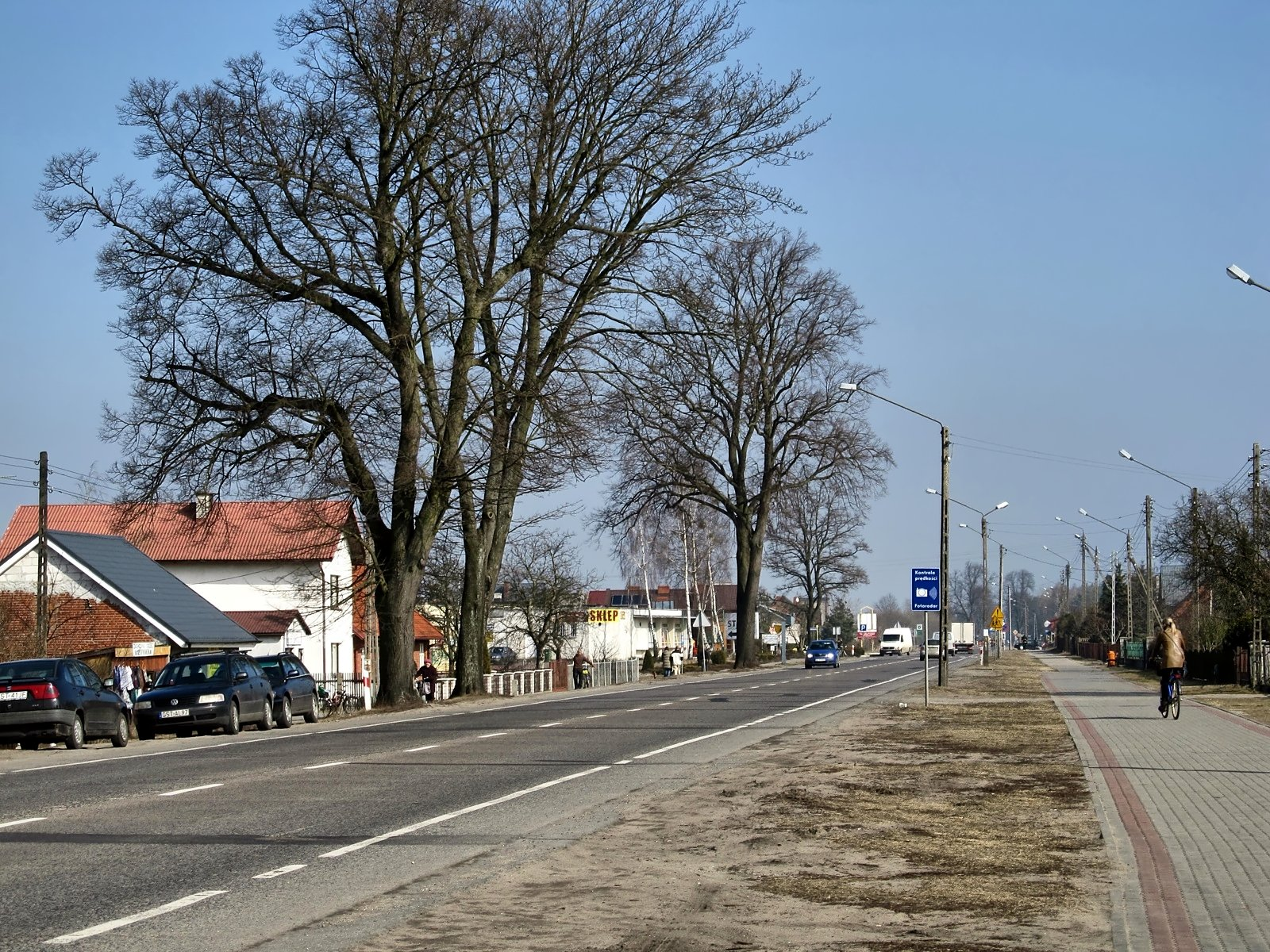
Rua Starogardzka, Estrada Nacional n.º 22 (“berlinka”)

As seguintes trilhas de caminhada passam pela cidade de Czarna Woda:
- Trilha amarela, Trilha Kociewski (5,2 km), o percurso da trilha vai de Tczew a Czarna Woda e, na comuna de Kaliska, passa por Młyńsk, Czarne e Czubek[22]
- Trilha verde, Trilha dos Círculos de Pedra (5,5 km), o percurso da trilha vai de Sierakowice através de Odry, a área dos Círculos de Pedra até Czarna Woda, e a parte final dela corre ao longo da fronteira oeste da comuna de Kaliska através de Klonowice, cruzando o rio Wda nesse ponto e depois no assentamento de Kocia Góra.[23]
- Trilha das Culturas Megalíticas (27 km), o percurso da trilha e lugares para ver: Czarna Woda, Leśna Huta, Wojtal, Odry, Círculos de Pedra, Czarna Woda (ou Bąk).
- Trilha Arboretum (26 km), o percurso da trilha e lugares para ver: Czarna Woda, Zimne Zdroje (ponto de observação no rio Wda), Lubiki, Huta Kalna, Młyńsk, Mały Bukowiec, Twardy Dół (lago Niedackie), Arboretum Wirty e Jardim Dendrológico.[24]

### Ciclovias de Kociewie
- Trilha azul, Trilha Starogardzka (46,5 km), Trilha: Czersk - Będźmierowice - Łąg - Czarna Woda - Leśna Huta - Bartel Wielki - Kaliska - Cieciorka - Cis - Zblewo - Pinczyn - Semlin - Starogard Gdański.[25]